# V457 Возничего
V457 Возничего (лат. V457 Aurigae), HD 233252 — кратная звезда в созвездии Возничего на расстоянии приблизительно 2275 световых лет (около 698 парсеков) от Солнца.

## Характеристики
Первый компонент (CCDM J06305+5147A) — красный гигант, пульсирующая медленная неправильная переменная звезда (LB:) спектрального класса M0 или K7. Видимая звёздная величина звезды — от +8,94m до +8,84m. Масса — около 1,153 солнечной, радиус — около 51,84 солнечных, светимость — около 499,051 солнечных. Эффективная температура — около 3789 K.
Второй компонент — коричневый карлик. Масса — около 15,63 юпитерианских. Удалён на 1,568 а.е..
Третий компонент (BD+51 1195) — жёлто-белая звезда спектрального класса F0. Видимая звёздная величина звезды — +10m. Удалён на 237,5 угловых секунд.
Четвёртый компонент (BD+51 1195B) — жёлто-белая звезда спектрального класса F. Видимая звёздная величина звезды — +11,2m. Радиус — около 1,5 солнечного, светимость — около 3,21 солнечных. Эффективная температура — около 6301 K. Удалён от третьего компонента на 5,2 угловых секунд.